# 弗里德里希·西格蒙德·默克尔
弗里德里希·西格蒙德·默克尔（德语：Friedrich Sigmund Merkel；1845年4月5日—1919年5月28日），19世纪末期德国顶尖解剖学家、组织病理学家。1875年，他首次对哺乳动物皮肤上的触觉细胞进行了详细描述，1878年这些细胞被命名为“默克尔细胞”。

## 生平
默克尔1845年4月5日生于德国纽伦堡，是家里的第四个孩子。1869年获得德国埃朗根大学医学博士学位。
1872年，默克尔成为罗斯托克大学教授。期间，他于1875年发现了后来以他名字命名的“默克尔细胞”。
1883年成为柯尼斯堡大学教授，1885年成为哥廷根大学教授。在哥廷根时，他曾为弗里德里希·古斯塔夫·雅各布·亨勒工作，并与后者的女儿安妮成婚。
他曾出版了多卷的人体解剖学教科书，并首次采用了此后大部分解剖学教科书使用的颜色标记法：红色标记动脉，蓝色标记静脉，黄色标记神经。